# يوجو
يوجو هي مدينة في كوريا الجنوبية، تتبع مقاطعة غيونغي، بلغ عدد سكانها 109,937 نسمة في 2015.

## أعلام
- ميونغسونغ إمبراطورة كوريا
- براينت مور
- جون ليم